# 清水信一 (実業家)
清水 信一（しみず しんいち、1946年〈昭和21年〉12月6日 - 2024年10月6日）は、日本の経営者。サンテレビジョン社長を務めた。

## 来歴・人物
兵庫県出身。1971年に上智大学文学部を卒業し、同年に神戸新聞社に入社した。2003年2月に取締役に就任し、同年6月にサンテレビジョン常務を経て、2004年6月に社長に就任。2008年6月に退任。
2024年10月6日、慢性好中球性白血病のため死去。77歳没。